# Конан IV (герцог Бретані)
Конан IV Малий (*Conan IV dit le Petit, бл. 1135/1138 — 20 лютого 1171) — герцог Бретані у 1156—1166 роках, граф Нанта у 1158—1171 роках, 2-й граф Річмонд у 1146—1171 роках.

## Життєпис

### Молоді роки
Походив з роду Пент'євр. Син Алена Чорного, графа Річмонда (онука регента Одо де Пент'євра), та Берти, доньки Конана III, герцога Бретані. Народився між 1135 та 1138 роками в Англії, де тоді мешкали його батьки. У 1146 році після смерті батька стає новим графом Річмонд. Водночас з матір'ю перебирається до Бретані.
У 1148 році незадовго до смерті дід Конан III оголошує онука Конана новим спадкоємцем замість свого сина Гоеля. Втім останній після смерті Конана III захопив владу, а Конан Малий разом з батьками на деякий час втік до Англії. У 1149 року повернувся до Бретані, проте протягом боротьби з Гоелєм III не відігравав жодної ролі.
У 1154 році намагався повстати проти вітчима Одо де Пороета. що фактично правив від імені Берти I, але невдало. Зазнавши поразки, Конан втік до Англії.

### Герцог
У 1156 році повернувся після смерті матері з англійським військом й став герцогом Бретані, перемігши свого вітчима, який втік з Бретані. Того ж року графство Нант захопив Жоффруа VI, граф Анжу. Втім він помер 1158 року, після чого новим графом став Конан IV. Втім свої права на Нант висунув Генріх II, король Англії, як родич Жоффруа VI. У відповідь англійські чиновники арештували володіння Конана IV в Англії. Проте герцогу Бретані вдалося владнати справу, визнавши зверхність англійського короля.
У 1160 році оженився на сестрі Вільгельма I, короля Шотландії, та вуйчиній сестрі Генріха II Англійського. Для приборкання норовливих родичів, герцог вирішив позбавити їх найзначущих володінь: було конфісковано майно втікача Одо де Пороета, у Генріха I де Авогура віднято графство Генгам.
Втім 1161—1162 роках численні змови та повстання бретонських баронів на чолі із Жаном II де Долем та Гуйморахом IV де Леоном призвели до послаблення Конана IV і втручання Англії у справи герцогства. 1162 року англійці завдали поразки Жану де Долю, зруйнувавши його замок.
Втім після придушення ворогів Конана IV король Англії почав розповсюджувати владу на Бретань. Тому герцог Бретонський виступив проти нього. Водночас почалося повстання на чолі із Раулем I де Фужером, до якого приєднався Одо де Пороет. 1164 року Генріх II захопив землі уздовж кордону Бретані та Нормандії.
1166 року Конан IV зазнав поразки від англійських військ, вимушений був зректися влади та надати згоду на шлюб доньки Констанції з сином Генріха II. після цього колишній бретонський герцог перебрався до Нанту, ставши місцевим графом.

### Граф Нанта
Зосередився на керуванні графством Нант. При цьому залишався вірним васалом короля Англії. У 1168 та 1170 роках був присутній на нарадах на чолі із Генріхом II в Анже і Авранші. Значний час приділяв допомозі монастирям, яким за розпорядженням Конана виділялися землі та надавалася різна підтримка. 1169 року був присутній у Ренні на весілля доньки Констанції та Жоффруа Плантагенета (сина короля Англії).
Конан помер у 1171 році. Його володіння перейшли зятю Жоффруа.

## Родина
Дружина — Маргарет, донька Генріха Дункельда, графа Гантінгтона.
Діти:
- Констанція (1161—1201), дружина Жоффруа II Плантагенета
- Вільгельм (1161—1200)
- син (помер в дитинстві)